# Prva liga NS BiH 1999-2000
La Prva nogometna liga Bosne i Hercegovine 1999-2000, abbreviata in Prva liga NS BiH 1999-2000, è stata la sesta ed ultima edizione del campionato di calcio della comunità musulmana della Bosnia Erzegovina.
Capocannonieri del torneo furono Asmir Džafić (Velež Mostar) e Džemal "Džemo" Smječanin (Đerzelez Zenica) con 25 reti.

## Contesto storico
Come nella stagione 1997-1998 la N/FSBiH e la Federazione calcistica dell'Erzeg-Bosna siglarono un accordo secondo il quale le migliori squadre dei propri campionati avrebbero disputato i play-off per determinare la squadra campione e le altre qualificate alle coppe europee oltre che la finale tra le vincitrici delle rispettive coppe nazionali. Venne anche decisa la fusione delle due federazioni dalla stagione successiva.
La federazione calcistica della Repubblica Serba di Bosnia ed Erzegovina non aderì e organizzò i propri tornei non riconosciuti dalla UEFA.

## Prima fase

### Squadre partecipanti

#### Profili
| Squadra                   | Città     | Stagione 1998-99           |
| ------------------------- | --------- | -------------------------- |
| FK Sarajevo               | Sarajevo  | campione                   |
| NK Bosna                  | Visoko    | 2º                         |
| FK Rudar Kakanj           | Kakanj    | 3º                         |
| FK Velež                  | Mostar    | 4º                         |
| FK Sloboda                | Tuzla     | 5º                         |
| NK Jedinstvo              | Bihać     | 6º                         |
| FK Željezničar            | Sarajevo  | 7º                         |
| FK Radnički               | Lukavac   | 8º                         |
| NK Čelik                  | Zenica    | 9º                         |
| FK Budućnost              | Banovići  | 10º                        |
| FK Drina Zvornik Živinice | Živinice  | 11º                        |
| NK Gradina                | Srebrenik | 12º                        |
| NK Iskra                  | Bugojno   | 13º                        |
| NK Đerzelez               | Zenica    | 14º                        |
| FK Krajina                | Cazin     | 1º in Prva "B" liga NS BiH |
| NK TOŠK                   | Tešanj    | 2º in Prva "B" liga NS BiH |

#### Formula
Come nella stagione precedente le squadre partecipanti furono 16 e disputarono un girone di andata e ritorno per un totale di 30 partite con le ultime cinque retrocesse in Prva liga Federacija Bosne i Hercegovine. Le prime cinque furono ammesse ai play-off insieme alle prime tre classificate della Prva liga Herceg-Bosne 1999-2000 suddivise in due gironi da quattro con la finale tra le due vincitrici dei gironi.
Le squadre ammesse alle coppe europee furono quattro: La squadra campione disputò la UEFA Champions League 2000-2001, la finalista fu ammessa alla Coppa UEFA 2000-2001 insieme alla vincitrice della coppa nazionale mentre lo Zrinjski Mostar si qualificò alla Coppa Intertoto 2000 dopo aver battuto allo spareggio il Đerzelez.
In vista di un'unificazione dei due campionati a partire dalla stagione successiva le prime undici squadre classificate insieme alle prime nove della lega di etnia croata vennero ammesse alla Premijer Liga 2000-2001.

### Classifica
| Pos. | Squadra                | Pt | G  | V  | N | P  | GF | GS | DR  | Stagione successiva                                   |
| ---- | ---------------------- | -- | -- | -- | - | -- | -- | -- | --- | ----------------------------------------------------- |
| 1.   | Jedinstvo Bihać        | 57 | 30 | 18 | 3 | 9  | 46 | 22 | +24 | in Premijer Liga 2000-2001                            |
| 2.   | Željezničar            | 56 | 30 | 17 | 5 | 8  | 58 | 32 | +26 | in Premijer Liga 2000-2001                            |
| 3.   | Sarajevo               | 55 | 30 | 16 | 7 | 7  | 54 | 24 | +30 | in Premijer Liga 2000-2001                            |
| 4.   | Rudar Kakanj           | 54 | 30 | 16 | 6 | 8  | 41 | 28 | +13 | in Premijer Liga 2000-2001                            |
| 5.   | Budućnost Banovići     | 53 | 30 | 15 | 8 | 7  | 38 | 21 | +17 | in Premijer Liga 2000-2001                            |
| 6.   | Đerzelez               | 52 | 30 | 15 | 7 | 8  | 49 | 36 | +13 | in Premijer Liga 2000-2001                            |
| 7.   | Velež Mostar           | 48 | 30 | 14 | 6 | 10 | 59 | 37 | +22 | in Premijer Liga 2000-2001                            |
| 8.   | Sloboda Tuzla          | 47 | 30 | 14 | 5 | 11 | 41 | 31 | +10 | in Premijer Liga 2000-2001                            |
| 9.   | Čelik Zenica           | 47 | 30 | 13 | 8 | 9  | 45 | 36 | +9  | in Premijer Liga 2000-2001                            |
| 10.  | Iskra Bugojno          | 38 | 30 | 10 | 8 | 12 | 33 | 32 | +1  | in Premijer Liga 2000-2001                            |
| 11.  | Krajina Cazin          | 37 | 30 | 11 | 4 | 15 | 31 | 36 | -5  | in Premijer Liga 2000-2001                            |
| 12.  | Bosna Visoko           | 36 | 30 | 10 | 6 | 14 | 34 | 36 | -2  | in Prva liga Federacije Bosne i Hercegovine 2000-2001 |
| 13.  | TOŠK Tešanj            | 35 | 30 | 9  | 8 | 13 | 28 | 35 | -7  | in Prva liga Federacije Bosne i Hercegovine 2000-2001 |
| 14.  | Radnički Lukavac       | 31 | 30 | 9  | 4 | 17 | 25 | 47 | -22 | in Prva liga Federacije Bosne i Hercegovine 2000-2001 |
| 15.  | Gradina Srebrenik      | 24 | 30 | 7  | 3 | 20 | 18 | 67 | -49 | in Prva liga Federacije Bosne i Hercegovine 2000-2001 |
| 16.  | Drina Zvornik-Živinice | 6  | 30 | 2  | 0 | 28 | 17 | 97 | -80 | in Prva liga Federacije Bosne i Hercegovine 2000-2001 |

Legenda:

      Ammesso ai play-off
Note:

Tre punti a vittoria, uno a pareggio, zero a sconfitta.

### Risultati
|                  | Bos | Bud | Čel | Đer | Dri | Gra | Isk | Jed | Kra | Luk | Rud | Sar | Slo | Teš | Vel | Žel |
| ---------------- | --- | --- | --- | --- | --- | --- | --- | --- | --- | --- | --- | --- | --- | --- | --- | --- |
| Bosna            |     | 2-0 | 4-1 | 1-1 | 4-0 | 0-0 | 1-0 | 1-0 | 1-2 | 2-0 | 1-1 | 4-0 | 2-3 | 1-0 | 1-1 | 1-3 |
| Budućnost        | 4-0 |     | 0-0 | 1-0 | 3-0 | 2-0 | 2-1 | 1-0 | 2-1 | 2-1 | 1-0 | 0-0 | 1-0 | 3-1 | 0-0 | 1-0 |
| Čelik            | 2-0 | 1-1 |     | 3-1 | 2-0 | 5-0 | 2-1 | 3-3 | 3-0 | 1-0 | 4-1 | 1-0 | 0-0 | 1-1 | 2-0 | 1-1 |
| Đerzelez         | 1-0 | 3-2 | 3-2 |     | 4-1 | 3-0 | 2-2 | 1-0 | 2-1 | 3-1 | 2-0 | 1-1 | 2-1 | 0-0 | 3-1 | 3-0 |
| Drina            | 1-3 | 0-3 | 0-4 | 1-3 |     | 0-2 | 0-2 | 0-8 | 2-1 | 0-1 | 0-3 | 1-2 | 0-2 | 0-4 | 5-3 | 1-2 |
| Gradina          | 3-1 | 0-4 | 0-0 | 1-3 | 2-1 |     | 1-0 | 0-1 | 1-0 | 0-0 | 0-1 | 1-5 | 2-1 | 1-0 | 0-3 | 2-6 |
| Iskra            | 1-0 | 0-0 | 3-0 | 2-0 | 4-0 | 2-0 |     | 0-1 | 2-1 | 1-1 | 3-1 | 0-0 | 2-2 | 2-1 | 1-2 | 1-0 |
| Jedinstvo        | 1-0 | 2-1 | 2-0 | 1-1 | 4-1 | 4-0 | 2-0 |     | 1-0 | 4-0 | 2-0 | 0-2 | 2-1 | 2-0 | 2-1 | 1-0 |
| Krajina          | 1-1 | 1-0 | 1-2 | 1-1 | 2-0 | 2-0 | 1-0 | 1-1 |     | 2-0 | 1-2 | 3-1 | 0-0 | 2-0 | 2-1 | 1-0 |
| Radnički Lukavac | 0-1 | 0-2 | 1-0 | 1-0 | 3-1 | 2-1 | 2-1 | 0-1 | 0-3 |     | 1-3 | 3-0 | 0-1 | 0-0 | 2-1 | 2-3 |
| Rudar Kakanj     | 1-0 | 4-2 | 2-0 | 2-1 | 2-0 | 4-0 | 0-0 | 1-0 | 2-0 | 0-1 |     | 0-0 | 1-0 | 2-0 | 2-0 | 1-1 |
| Sarajevo         | 1-0 | 3-0 | 3-1 | 1-1 | 5-0 | 4-0 | 0-0 | 1-0 | 3-0 | 3-0 | 1-1 |     | 4-0 | 3-0 | 5-1 | 4-1 |
| Sloboda          | 2-0 | 0-0 | 3-1 | 3-1 | 3-1 | 5-1 | 2-0 | 0-1 | 3-1 | 2-0 | 0-1 | 1-2 |     | 2-1 | 2-0 | 2-0 |
| TOŠK Tešanj      | 3-1 | 0-0 | 0-1 | 0-2 | 3-1 | 1-0 | 1-1 | 2-0 | 1-0 | 2-2 | 2-1 | 1-0 | 0-0 |     | 2-2 | 1-0 |
| Velež            | 2-0 | 0-0 | 3-0 | 2-0 | 8-0 | 4-0 | 4-0 | 2-0 | 2-0 | 5-0 | 1-1 | 1-0 | 3-0 | 3-1 |     | 2-2 |
| Željezničar      | 1-1 | 1-0 | 2-2 | 4-1 | 5-0 | 3-0 | 3-1 | 2-0 | 2-0 | 2-1 | 4-1 | 2-0 | 2-0 | 2-0 | 4-1 |     |
| Fonte: rsssf.com |     |     |     |     |     |     |     |     |     |     |     |     |     |     |     |     |

### Marcatori
| Pos.           | Giocatore                | Squadra         | Reti |
| -------------- | ------------------------ | --------------- | ---- |
| 1              | Asmir Džafić             | Velež Mostar    | 25   |
| 1              | Džemal "Džemo" Smječanin | Đerzelez Zenica | 25   |
| Fonte: foot.dk |                          |                 |      |

## Play-off
| Squadra          | Città         | In classifica                | Regolamento |
| ---------------- | ------------- | ---------------------------- | --- |
| NK Jedinstvo     | Bihać         | 1º in Prva liga NS BiH       | Le quattro squadre furono suddivise in due gironi da 4 e disputarono 6 incontri ciascuna. Le vincitrici dei due raggruppamenti disputarono la finale in gare andata/ritorno. In caso di arrivo a pari punti passò il turno la squadra con il miglior risultato negli scontri diretti. |
| FK Željezničar   | Sarajevo      | 2º in Prva liga NS BiH       | Le quattro squadre furono suddivise in due gironi da 4 e disputarono 6 incontri ciascuna. Le vincitrici dei due raggruppamenti disputarono la finale in gare andata/ritorno. In caso di arrivo a pari punti passò il turno la squadra con il miglior risultato negli scontri diretti. |
| FK Sarajevo      | Sarajevo      | 3º in Prva liga NS BiH       | Le quattro squadre furono suddivise in due gironi da 4 e disputarono 6 incontri ciascuna. Le vincitrici dei due raggruppamenti disputarono la finale in gare andata/ritorno. In caso di arrivo a pari punti passò il turno la squadra con il miglior risultato negli scontri diretti. |
| FK Rudar Kakanj  | Kakanj        | 4º in Prva liga NS BiH       | Le quattro squadre furono suddivise in due gironi da 4 e disputarono 6 incontri ciascuna. Le vincitrici dei due raggruppamenti disputarono la finale in gare andata/ritorno. In caso di arrivo a pari punti passò il turno la squadra con il miglior risultato negli scontri diretti. |
| FK Budućnost     | Banovići      | 5º in Prva liga NS BiH       | Le quattro squadre furono suddivise in due gironi da 4 e disputarono 6 incontri ciascuna. Le vincitrici dei due raggruppamenti disputarono la finale in gare andata/ritorno. In caso di arrivo a pari punti passò il turno la squadra con il miglior risultato negli scontri diretti. |
| NK Posušje       | Posušje       | 1º in Prva liga Herceg-Bosne | Le quattro squadre furono suddivise in due gironi da 4 e disputarono 6 incontri ciascuna. Le vincitrici dei due raggruppamenti disputarono la finale in gare andata/ritorno. In caso di arrivo a pari punti passò il turno la squadra con il miglior risultato negli scontri diretti. |
| NK Brotnjo       | Čitluk        | 2º in Prva liga Herceg-Bosne | Le quattro squadre furono suddivise in due gironi da 4 e disputarono 6 incontri ciascuna. Le vincitrici dei due raggruppamenti disputarono la finale in gare andata/ritorno. In caso di arrivo a pari punti passò il turno la squadra con il miglior risultato negli scontri diretti. |
| NK Široki Brijeg | Široki Brijeg | 3º in Prva liga Herceg-Bosne | Le quattro squadre furono suddivise in due gironi da 4 e disputarono 6 incontri ciascuna. Le vincitrici dei due raggruppamenti disputarono la finale in gare andata/ritorno. In caso di arrivo a pari punti passò il turno la squadra con il miglior risultato negli scontri diretti. |

### Gironi
| GIRONE A           | P.ti | G | V | N | P | GF | GS | DR |
| ------------------ | ---- | - | - | - | - | -- | -- | -- |
| Budućnost Banovići | 12   | 6 | 4 | 0 | 2 | 10 | 7  | +3 |
| Široki Brijeg      | 12   | 6 | 4 | 0 | 2 | 8  | 7  | +1 |
| Posušje            | 7    | 6 | 2 | 1 | 3 | 8  | 8  | 0  |
| Željezničar        | 4    | 6 | 1 | 1 | 4 | 4  | 8  | –4 |

| GIRONE B        | P.ti | G | V | N | P | GF | GS | DR  |
| --------------- | ---- | - | - | - | - | -- | -- | --- |
| Brotnjo         | 12   | 6 | 4 | 0 | 2 | 12 | 7  | +5  |
| Jedinstvo Bihać | 12   | 6 | 4 | 0 | 2 | 10 | 6  | +4  |
| Sarajevo        | 12   | 6 | 4 | 0 | 2 | 14 | 6  | +8  |
| Rudar Kakanj    | 0    | 6 | 0 | 0 | 6 | 2  | 19 | –17 |

Legenda:

      Ammesso alla finale
Note:

Tre punti a vittoria, uno a pareggio, zero a sconfitta.
| classifica avulsa | P.ti | G | V | N | P | GF | GS | DR |
| ----------------- | ---- | - | - | - | - | -- | -- | -- |
| Brotnjo           | 6    | 4 | 2 | 0 | 2 | 6  | 6  | 0  |
| Jedinstvo Bihać   | 6    | 4 | 2 | 0 | 2 | 6  | 6  | 0  |
| Sarajevo          | 6    | 4 | 2 | 0 | 2 | 5  | 5  | 0  |

| classifica avulsa bis | P.ti | G | V | N | P | GF | GS | DR |
| --------------------- | ---- | - | - | - | - | -- | -- | -- |
| Brotnjo               | 3    | 2 | 1 | 0 | 1 | 4  | 3  | +1 |
| Jedinstvo Bihać       | 3    | 2 | 1 | 0 | 1 | 3  | 4  | –1 |

#### Risultati
| Andata (1ª) | Andata (1ª) | 1ª giornata               | Ritorno (4ª) | Ritorno (4ª) |
|             |             |                           |              |              |
| 24 mag.     | 3-0         | Budućnost - Široki Brijeg | 1-3          | 5 giu.       |
| 24 mag.     | 1-1         | Posušje - Željezničar     | 2-1          | 5 giu.       |
| 24 mag.     | 2-0         | Sarajevo - Brotnjo        | 1-2          | 5 giu.       |
| 24 mag.     | 3-0         | Jedinstvo - Rudar         | 1-0          | 5 giu.       |

| Andata (2ª) | Andata (2ª) | 2ª giornata                 | Ritorno (5ª) | Ritorno (5ª) |
|             |             |                             |              |              |
| 28 mag.     | 2-0         | Posušje - Budućnost         | 1-2          | 9 giu.       |
| 28 mag.     | 1-0         | Željezničar - Široki Brijeg | 0-1          | 9 giu.       |
| 28 mag.     | 2-0         | Jedinstvo - Sarajevo        | 1-2          | 9 giu.       |
| 28 mag.     | 1-2         | Rudar - Brotnjo             | 0-4          | 9 giu.       |

| \| Andata (3ª) \| Andata (3ª) \| 3ª giornata \| Ritorno (6ª) \| Ritorno (6ª) \| \| \| \| \| \| \| \| 1 giu. \| 1-0 \| Budućnost - Željezničar \| 3-1 \| 11 giu. \| \| 1 giu. \| 3-2 \| Široki Brijeg - Posušje \| 1-0 \| 11 giu. \| \| 1 giu. \| 2-0 \| Sarajevo - Rudar \| 7-1 \| 11 giu. \| \| 1 giu. \| 3-0 \| Brotnjo - Jedinstvo \| 1-3 \| 11 giu. \| |             |                         |              |              |
| Andata (3ª) | Andata (3ª) | 3ª giornata             | Ritorno (6ª) | Ritorno (6ª) |
| |             |                         |              |              |
| 1 giu. | 1-0         | Budućnost - Željezničar | 3-1          | 11 giu.      |
| 1 giu. | 3-2         | Široki Brijeg - Posušje | 1-0          | 11 giu.      |
| 1 giu. | 2-0         | Sarajevo - Rudar        | 7-1          | 11 giu.      |
| 1 giu. | 3-0         | Brotnjo - Jedinstvo     | 1-3          | 11 giu.      |

### Finale
| Squadra 1          | Totale      | Squadra 2 | Andata | Ritorno |
| ------------------ | ----------- | --------- | ------ | ------- |
| Budućnost Banovići | 1 – 1 (gfc) | Brotnjo   | 1 – 1  | 0 – 0   |

| Banovići 13 giugno 2000 Finale - andata                        | Budućnost Banovići | 1 – 1       | Brotnjo | Gradski stadion |
| \| \| \| \| \| Kuljaninović 53’ \| Marcatori \| 45’ Brašnić \| |                    |             |         |                 |
|                                                                |                    |             |         |                 |
| Kuljaninović 53’                                               | Marcatori          | 45’ Brašnić |         |                 |

| Čitluk 15 giugno 2000 Finale - ritorno | Brotnjo | 0 – 0 | Budućnost Banovići | Stadion Bare |